# Distocambarus carlsoni
Distocambarus carlsoni är en kräftdjursart som beskrevs av Hobbs 1983. Distocambarus carlsoni ingår i släktet Distocambarus och familjen Cambaridae. IUCN kategoriserar arten globalt som otillräckligt studerad. Inga underarter finns listade i Catalogue of Life.